# Happy Jankell

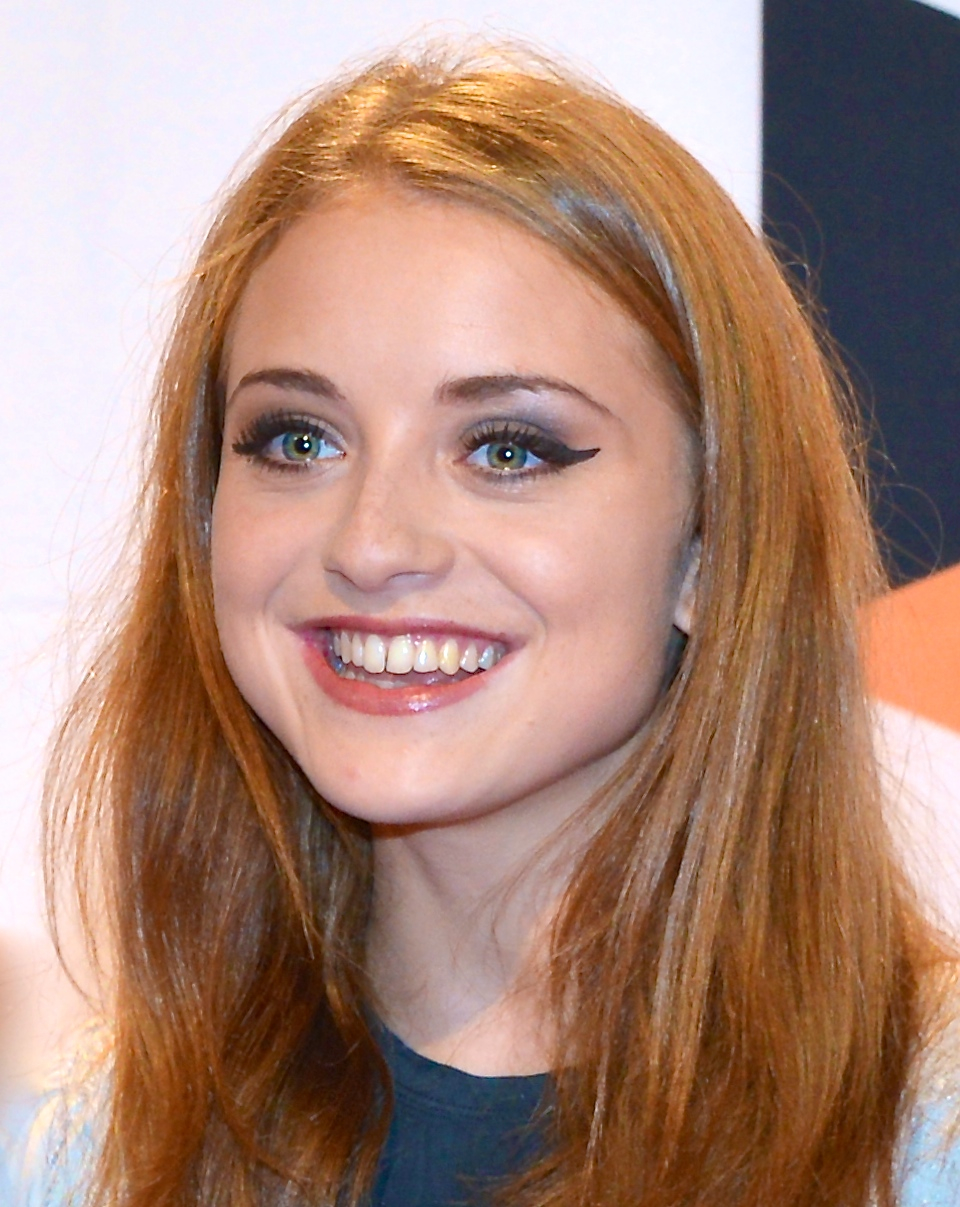
Happy Jankell (2013)

Happy Betty Nicóle Hildegard Jankell (* 16. Dezember 1993) ist eine schwedische Schauspielerin.

## Leben und Karriere
Happy Jankell wurde 1993 als Tochter des Schauspielers, Musikers und Regisseurs Thorsten Flinck und der Moderatorin und Journalistin Annika Jankell geboren. Ihre ältere Schwester Félice Jankell ist ebenfalls als Schauspielerin tätig.
Ihr Filmdebüt gab Happy Jankell 2006 in dem Kurzfilm En liten tiger. Sie spielt bisher ausschließlich in skandinavischen Film- und Fernsehproduktionen. Dem deutschsprachigen Publikum ist sie aus Fernsehserien wie Real Humans – Echte Menschen und Jordskott – Die Rache des Waldes bekannt.

## Filmografie (Auswahl)
- 2006: En liten tiger (Kurzfilm)
- 2007: Den nya människan
- 2007: Ett gott parti (Fernsehserie, 2 Folgen)
- 2007: Triff die Robinsons (Meet the Robinsons, Zeichentrickserie, Sprechrolle)
- 2010: Tusen gånger starkare
- 2011: Anno 1790 (Fernsehserie, 2 Folgen)
- 2012: Portkod 1321 (TV-Miniserie, 10 Folgen)
- 2013: Camilla Läckberg – Mord in Fjällbacka (Fjällbackamorden, Fernsehserie, 1 Folge)
- 2013: IRL
- 2013–2014: Real Humans – Echte Menschen (Äkta människor, Fernsehserie, 4 Folgen)
- 2014: Portkod 1525 (TV-Miniserie, 7 Folgen)
- 2014: Solsidan (Fernsehserie, 1 Folge)
- 2015: Familjen Rysberg (Fernsehserie, 1 Folge)
- 2015–2017: Jordskott – Die Rache des Waldes (Jordskott, Fernsehserie, 18 Folgen)
- 2015–2019: Star gegen die Mächte des Bösen (Star vs. the Forces of Evil, Zeichentrickserie, Sprechrolle)
- 2018: Ted – Show Me Love (Ted – För kärlekens skull)
- 2018: Mord im Mittsommer (Morden i Sandhamn, Fernsehserie, 1 Folge)
- 2018: Spider-Man: A New Universe (Spider-Man: Into the Spider-Verse, computeranimierter Film, Sprechrolle)
- 2019: King of Atlantis (Kungen av Atlantis)
- 2020: Ambassadören (Fernsehserie, 10 Folgen)
- 2021: Glöm natten som kommer
- 2021: Delete Me (Fernsehserie, 7 Folgen)
- 2021: Dystopia (Fernsehserie, 8 Folgen)
- 2021: Two Sisters (Två systrar, Fernsehserie)